# Sarahsville (Ohio)
Sarahsville es una villa ubicada en el condado de Noble en el estado estadounidense de Ohio. En el Censo de 2010 tenía una población de 166 habitantes y una densidad poblacional de 413,5 personas por km².

## Geografía
Sarahsville se encuentra ubicada en las coordenadas 39°48′28″N 81°28′10″O / 39.80778, -81.46944. Según la Oficina del Censo de los Estados Unidos, Sarahsville tiene una superficie total de 0.4 km², de la cual 0.4 km² corresponden a tierra firme y (0.65%) 0 km² es agua.

## Demografía
Según el censo de 2010, había 166 personas residiendo en Sarahsville. La densidad de población era de 413,5 hab./km². De los 166 habitantes, Sarahsville estaba compuesto por el 98.8% blancos, el 1.2% eran afroamericanos, el 0% eran amerindios, el 0% eran asiáticos, el 0% eran isleños del Pacífico, el 0% eran de otras razas y el 0% pertenecían a dos o más razas. Del total de la población el 0% eran hispanos o latinos de cualquier raza.